# Jerky Boys, le film
Vous pouvez aider à l'améliorer ou bien discuter des problèmes sur sa page de discussion.
- Il ne cite pas suffisamment ses sources. Vous pouvez indiquer les passages à sourcer avec {{référence nécessaire}} ou {{Référence souhaitée}}, et inclure les références utiles en les liant aux notes de bas de page. (Marqué depuis août 2024)
- Certaines informations devraient être mieux reliées aux sources mentionnées dans la bibliographie ou les liens externes. Améliorez sa vérifiabilité en les associant par des références. (Marqué depuis août 2024)

- Archive Wikiwix
- Bing
- Cairn
- DuckDuckGo
- E. Universalis
- Gallica
- Google
- G. Books
- G. News
- G. Scholar
- Persée
- Qwant
- (zh) Baidu
- (ru) Yandex
- (wd) trouver des œuvres sur Wikidata

Pour plus de détails, voir Fiche technique et Distribution.
Jerky Boys, le film (The Jerky Boys: The Movie) est un film américain réalisé par James Melkonian (en), sorti en 1995.

## Distribution
- Johnny Brennan (en) : lui-même
- Kamal Ahmed : lui-même
- Alan Arkin : Ernie Lazzaro
- Vincent Pastore : Tony Scarboni
- Brian Tarantina (en) : Geno
- Peter Appel : Sonny
- Brad Sullivan : Robert Worzic
- Brett Weir : James Lorinz
- Suzanne Shepherd (en) : Mme B
- William Hickey : l'oncle Freddy
- Alan North : Mickey
- Joe Lisi : le contremaître de construction
- Ron Ostrow (en) : le client de Burger Bob
- Ozzy Osbourne : manager du groupe
- Henry Bogdan : lui-même
- Rob Echeverria (en) : lui-même
- Page Hamilton : lui-même
- John Stanier (en) : lui-même